# Пропионовая ацидемия
Пропионовая ацидемия — это органическая ацидемия, вызванная мутациями (патогенными вариантами) в генах PCCA и PCCB. Расстройство проявляется в раннем неонатальном периоде плохим питанием, рвотой, вялостью и отсутствием мышечного тонуса, без лечения смерть может наступить быстро, из-за вторичной гипераммонемии, кетоацидоза, или повреждения головного мозга. Особая разновидность пропионовой ацидемии может проявиться в более поздном возрасте в виде кардиопатии без кетоацидоза. В некоторых странах, пропионовая ацидемия включена в неонатальный скриниг, что позволяет определять больных до наступления симптомов и ускорять постановку правильного диагноза. Биохимически, заболевание можно подтвердить наличием метилмалоновой кислоты в крови или моче и повышенным пропионилкарнитином (С3) в плазме крови.